# Globu Craiovei, Caraș-Severin
Globu Craiovei (în maghiară Kiskirálymező, în trad. "Câmpul mic al Regelui") este un sat în comuna Iablanița din județul Caraș-Severin, Banat, România.

## Imagini

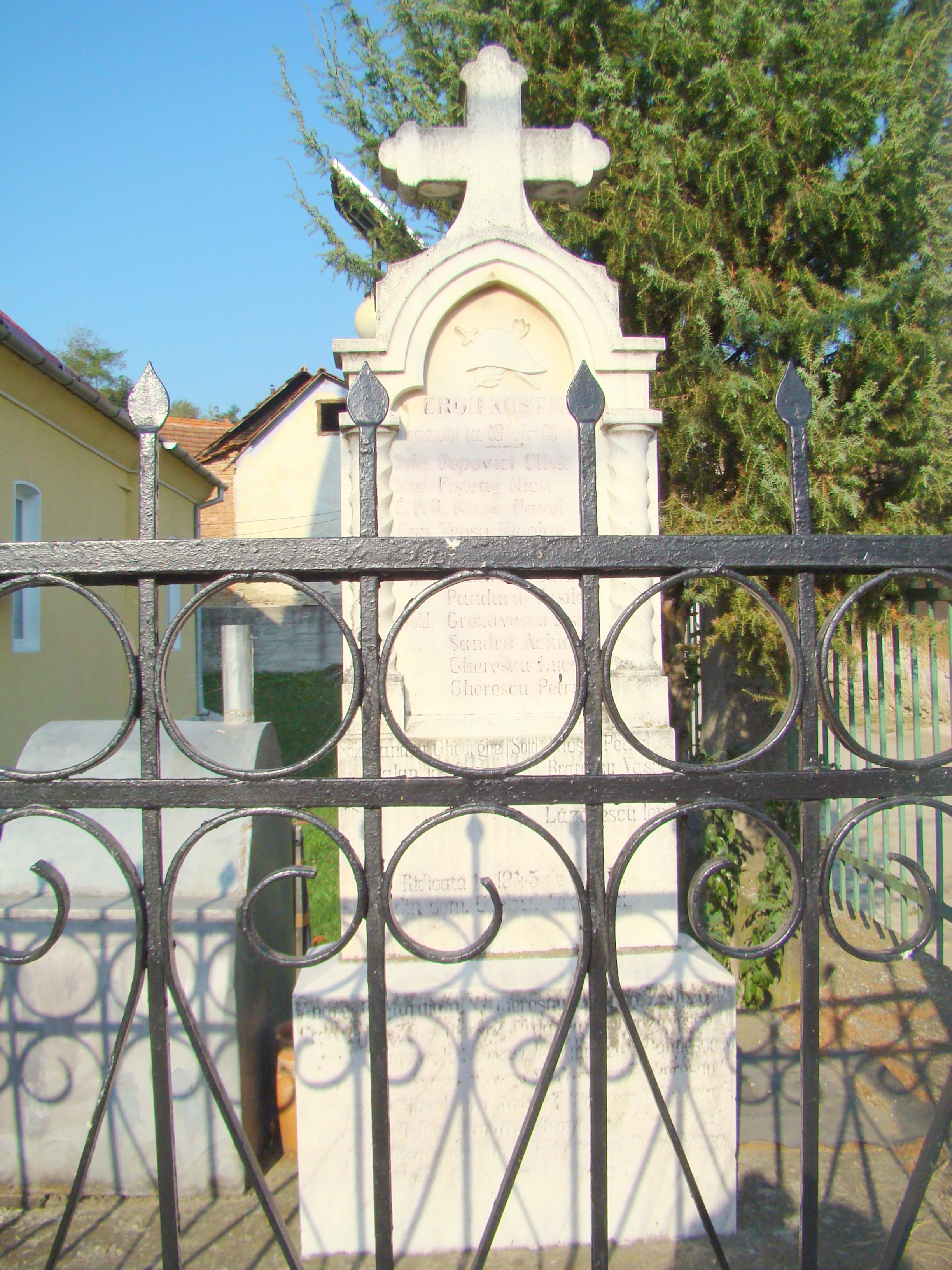
Monumentul eroilor
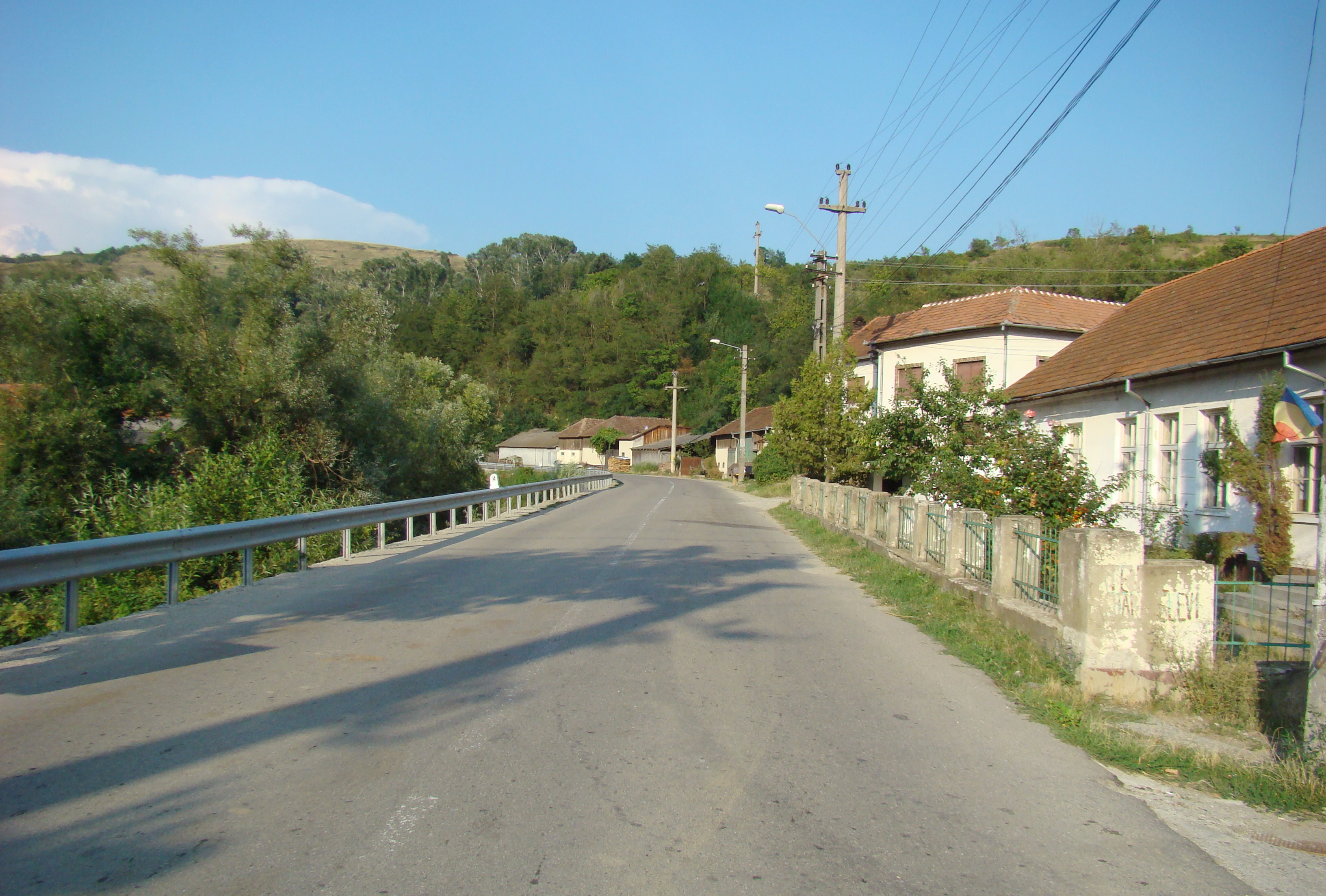
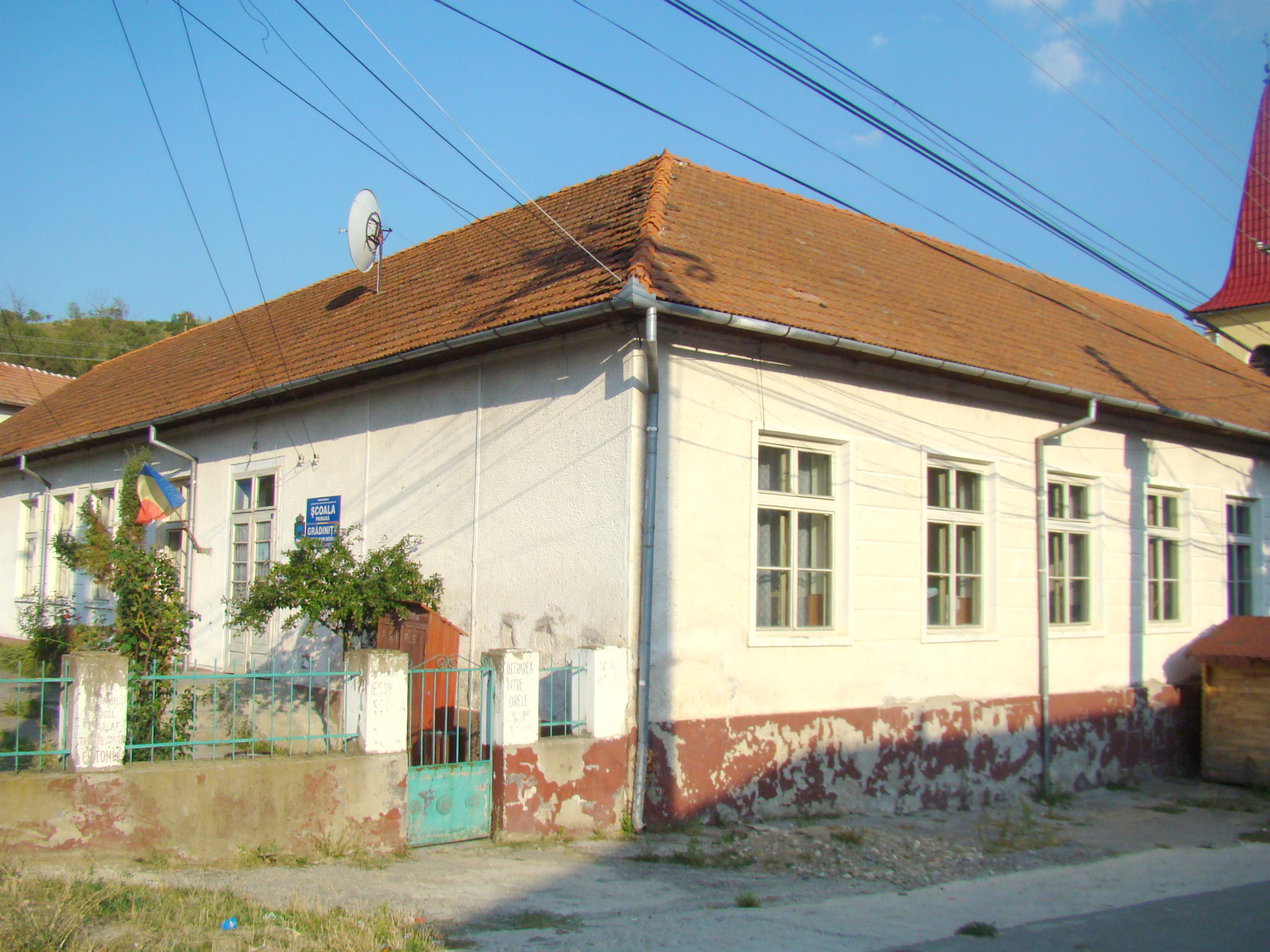
Şcoala
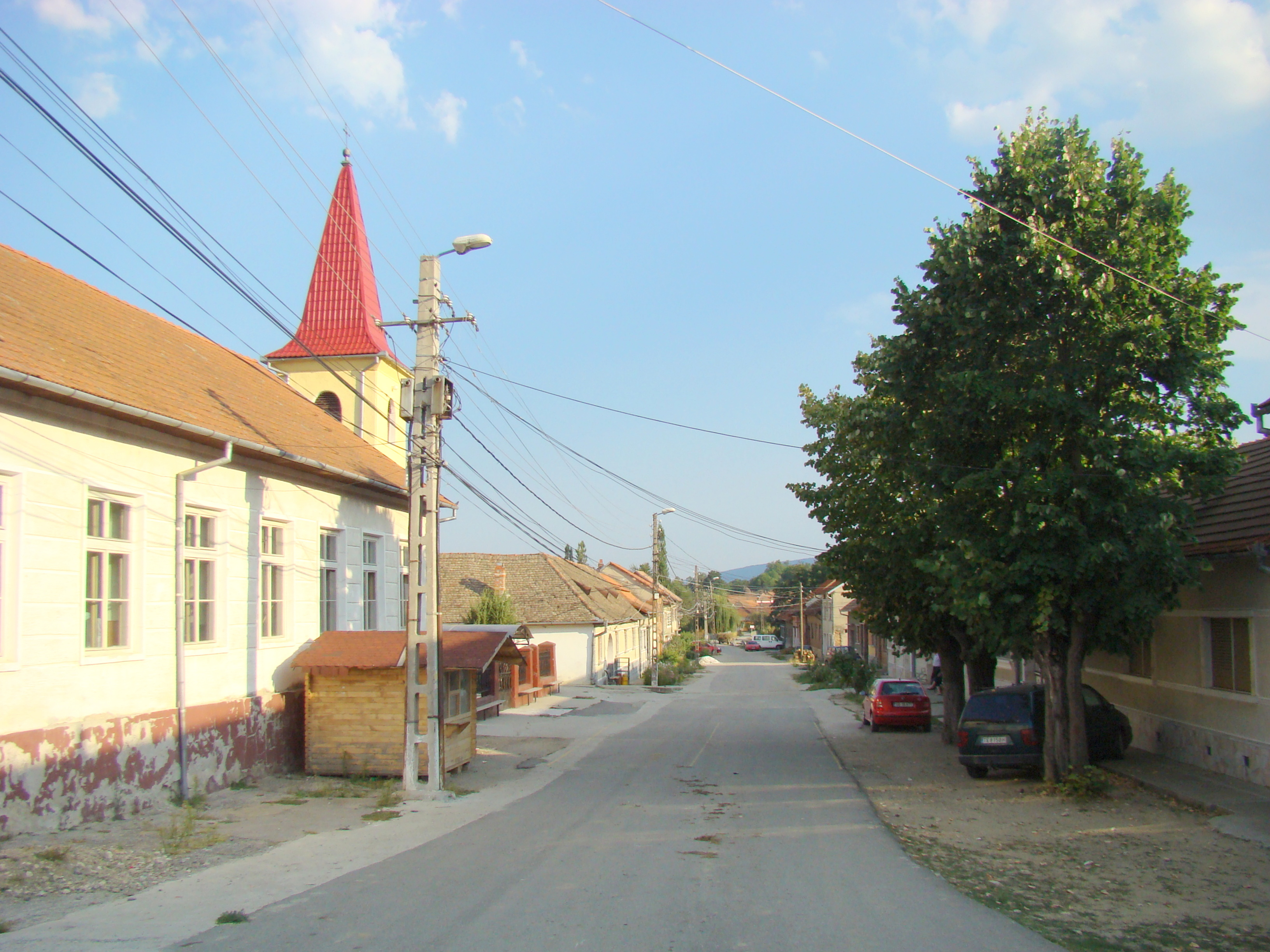
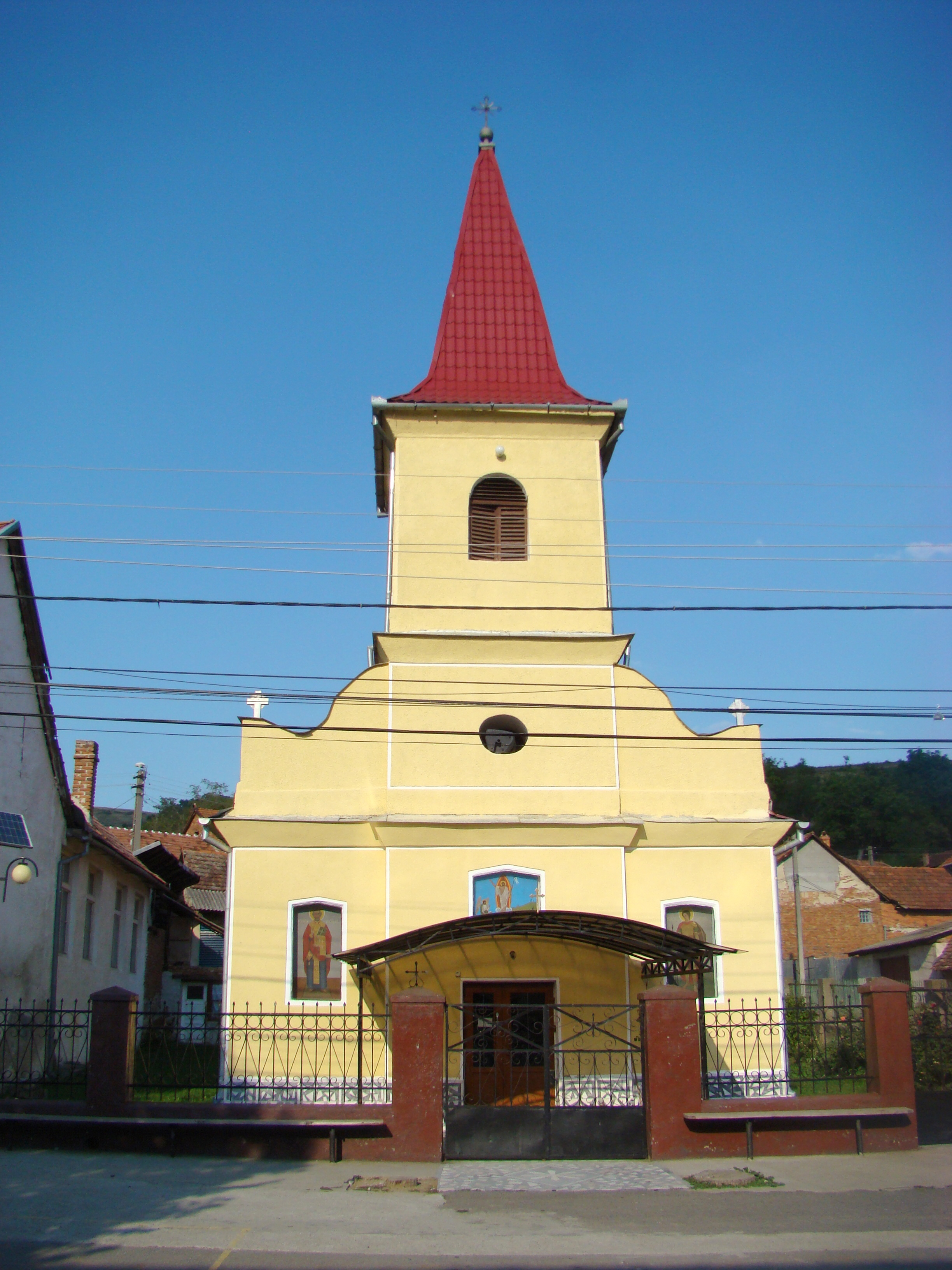
Biserica Sfântul Nicolae (monument istoric)
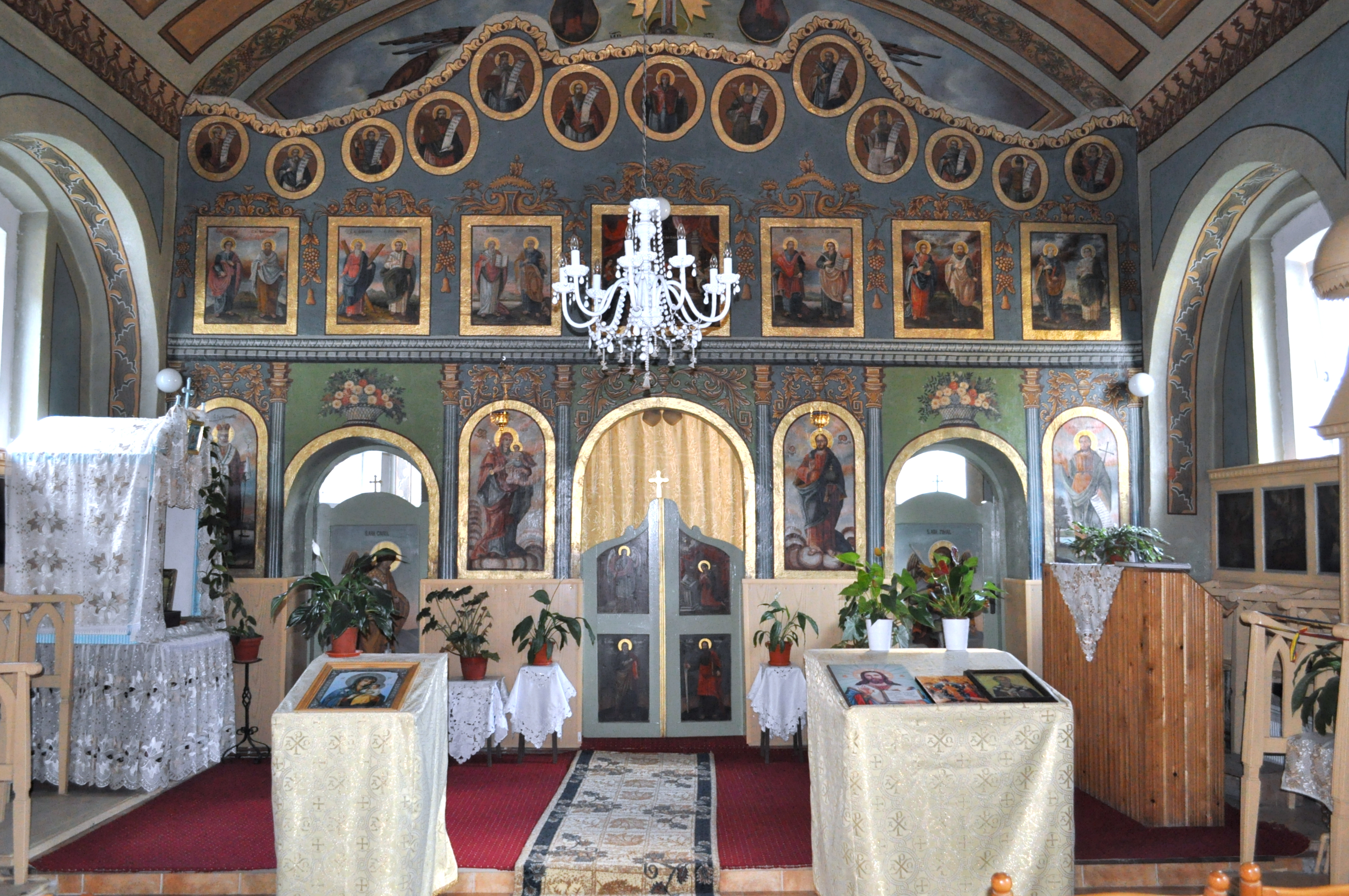
Biserica Sfântul Nicolae (monument istoric)
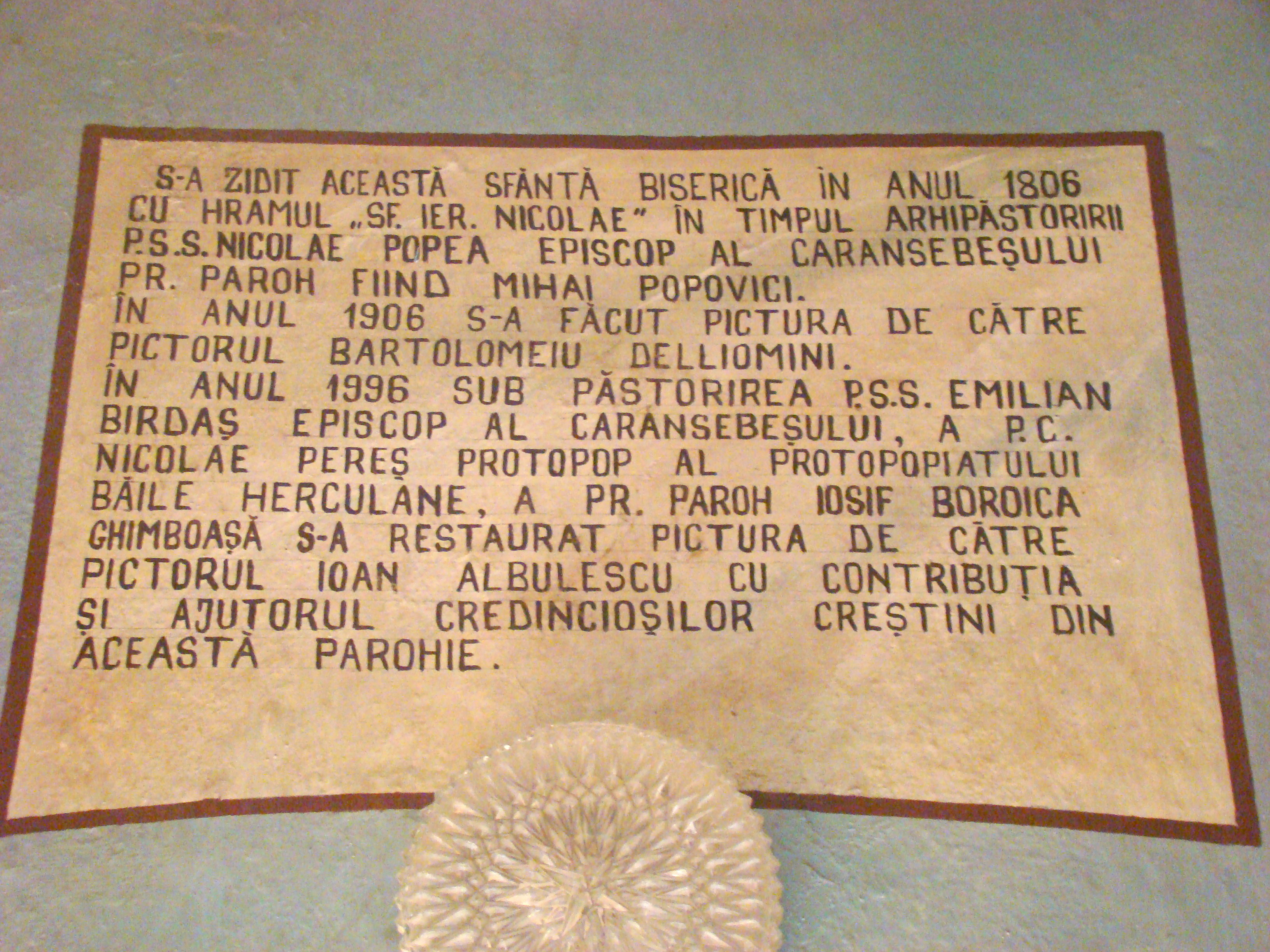
Pisania
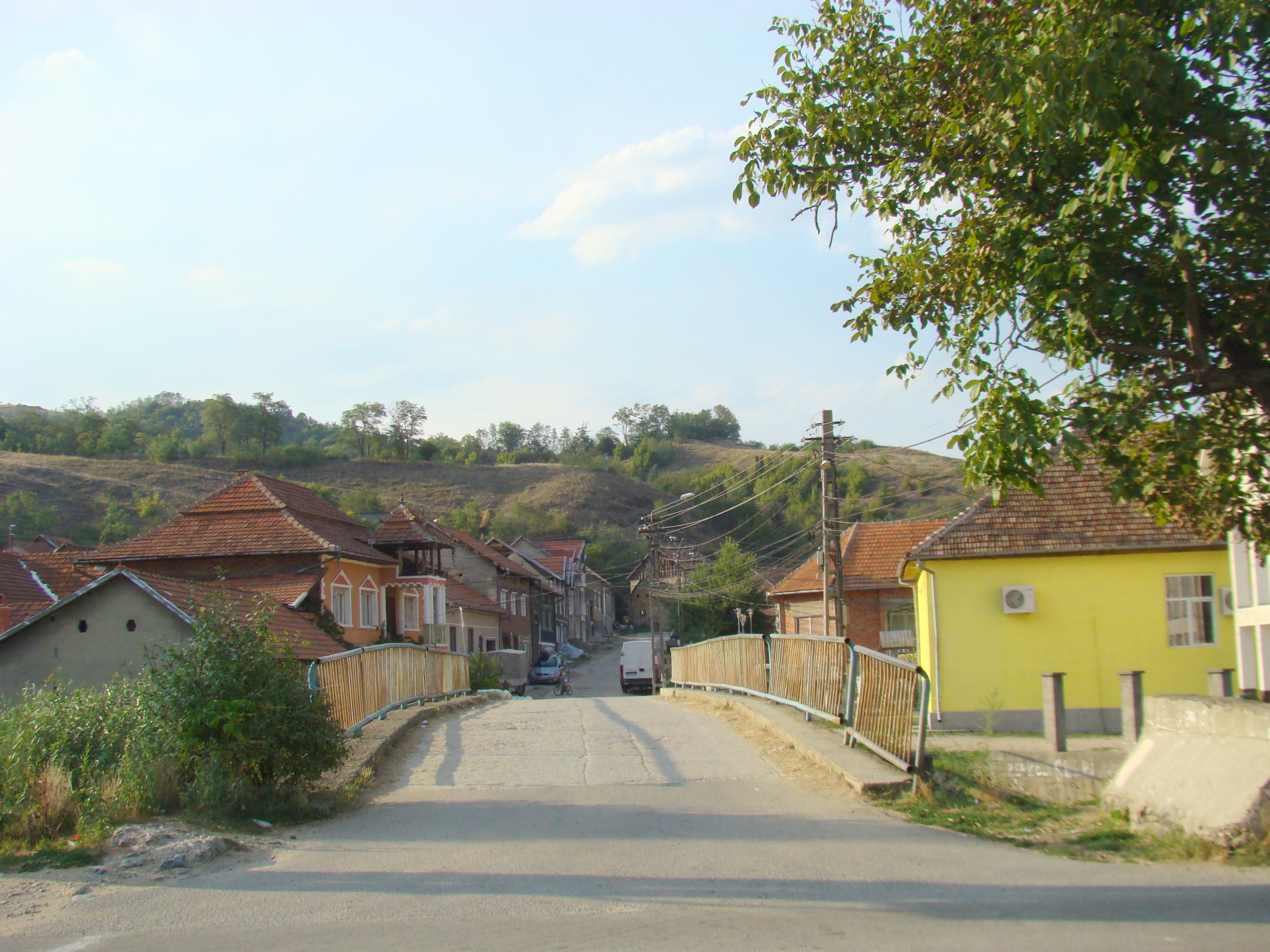

## Vezi și
- Biserica „Sfântul Nicolae” din Globu Craiovei